# Північне сідло

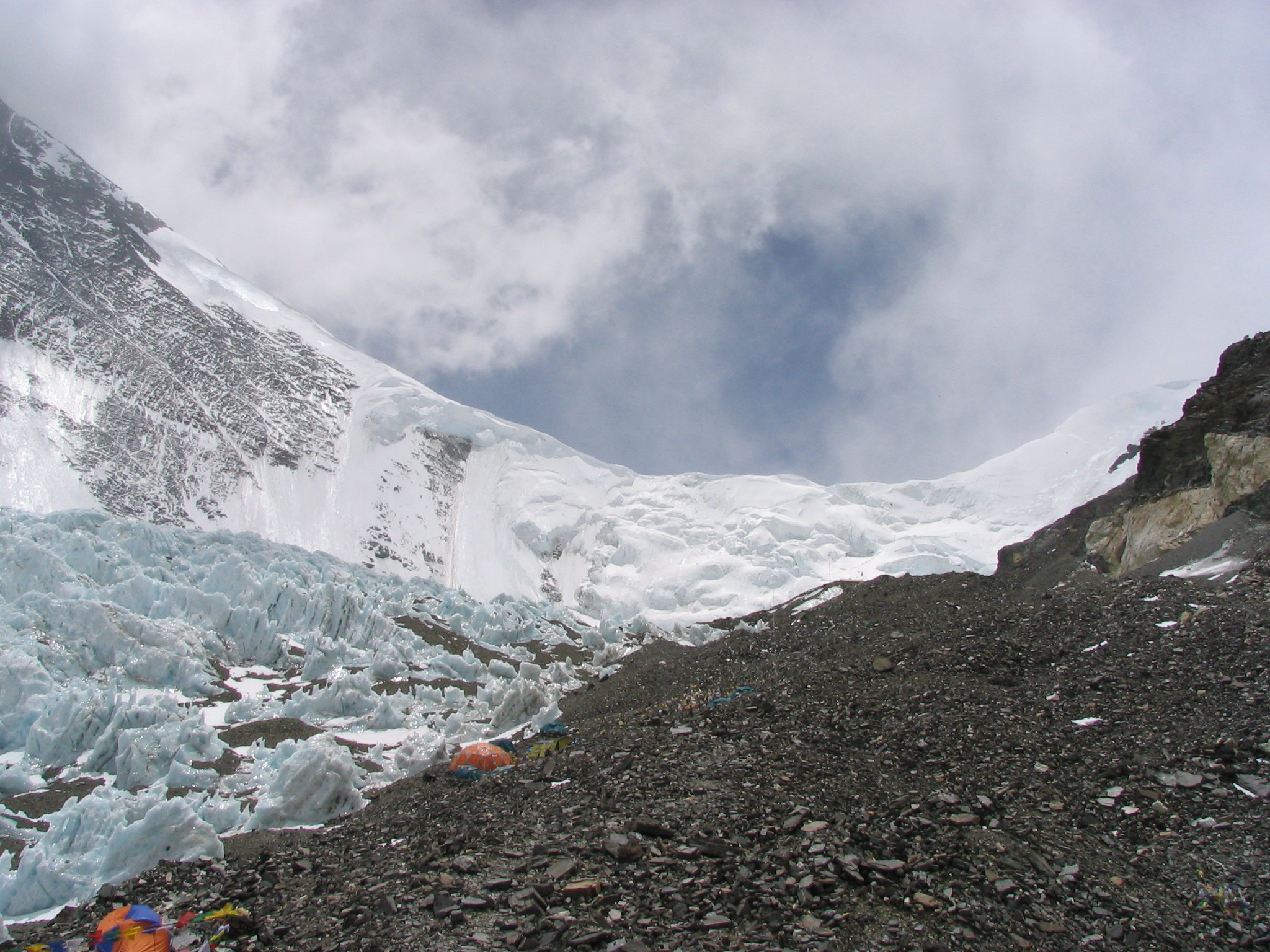
Еверест. Північне сідло

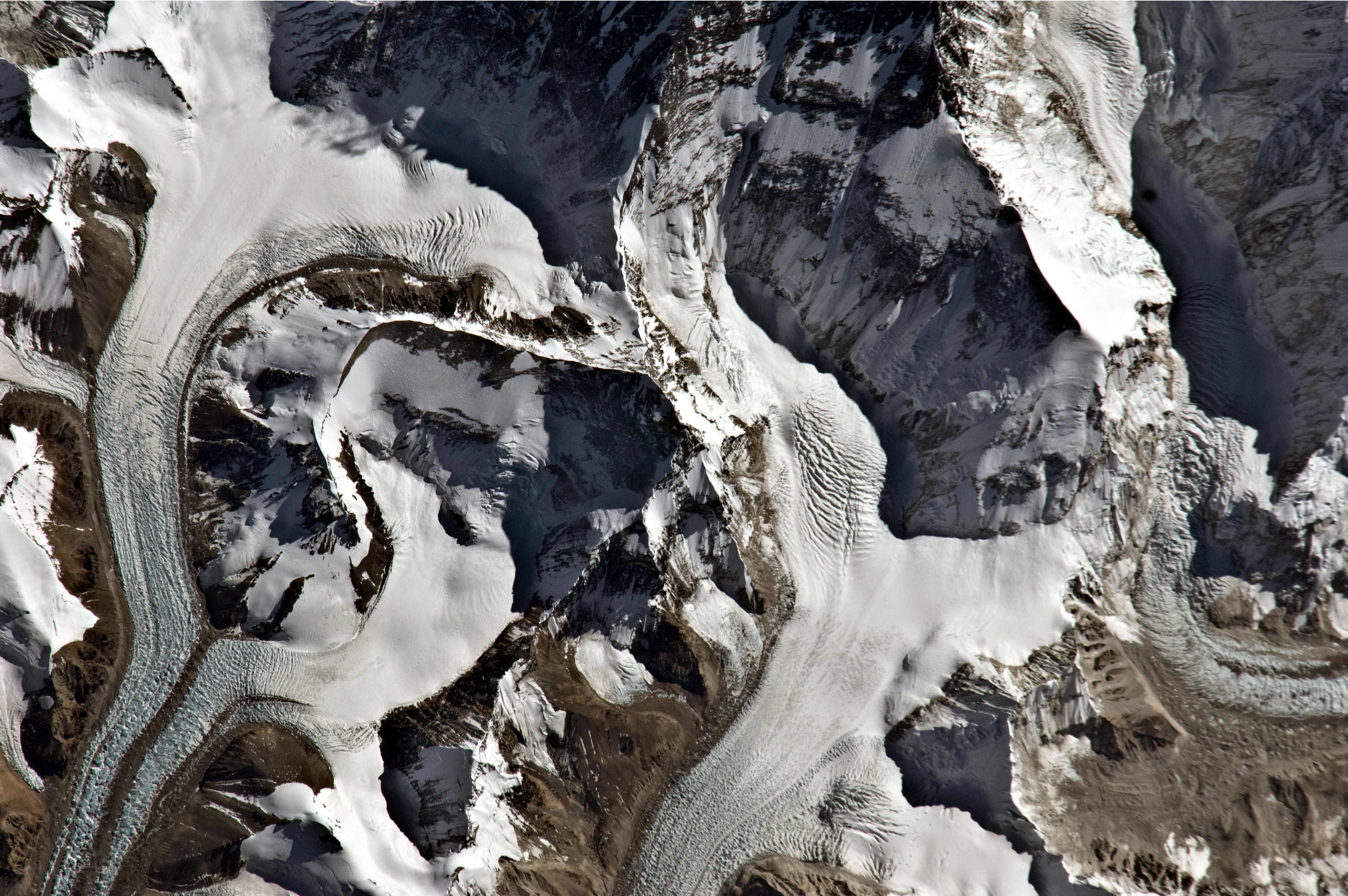
Космічна фотографія північних схилів Евересту. Північне сідло у центрі знімка

28°00′57″ пн. ш. 86°55′30″ сх. д. / 28.01583° пн. ш. 86.92500° сх. д.
Північне сідло (7020 м) — перевал ножевидного типу з дуже крутими схилами і повністю покритий кригою, сполучає Еверест і Чангзе (іноді званою Північною вершиною) в Тибеті. Також відомий як Чанг Ла, в перекладі з тибетської — «північний прохід») або Beiao La китайською мовою. На перевалі починається льодовик Східний Ронгбук. Висота 7020 м н.р.м.

## Сходження
Коли альпіністи піднімаються на Еверест по північному гребеню, перший табір на самій горі (класичний табір IV, сучасний табір I) зазвичай встановлюється під Північним сідлом. Від цієї точки що лежить приблизно на 6100 м над рівнем моря, сходжувачі піднімаються на Північне сідло і далі через серію високих таборів на північній стіні Евересту до вершини. Фінальний кидок на вершину здійснюється з табору VI, розташованого на 8230 м н.р.м.
Північне сідло уперше пройдене Джорджем Меллорі, Едвардом Олівером Вілером і Гаєм Баллоком 23 вересня 1921 року. Вони були першими жителями Заходу, що залишили слід на схилах Евересту. Північне сідло було виявлене Меллорі у пошуках можливого шляху підйому на вершину Евересту, в час першої британської дослідницької експедиції в цей регіон у 1921 році. Усі подальші експедиції 20-х і 30-х років намагалися досягти вершини через Північне сідло, у тому числі і загиблий в 1924 році в районі вершини Меллорі. Через Північне сідло влітку 1980 року Райнгольд Месснер здійснив поодиноке сходження на Еверест, з боку Тибету в мусонний період і без використання кисню (через Північне сідло і Північно-східний гребінь з виходом на вершину по кулуару Нортона). Про це сходження ним написана книга «Кришталевий горизонт» (видана в Києві, 2022).

## Ресурси Інтернету
- Вікісховище має мультимедійні дані за темою: Північне сідло
- Гімалайський журнал
- Painting of the Camp on North-Col